# 静岡県立伊東高等学校城ヶ崎分校
静岡県立伊東高等学校城ヶ崎分校（しずおかけんりつ いとうこうとうがっこう じょうがさきぶんこう）は、静岡県伊東市八幡野にあった県立高等学校。

## 概要
- 1983年（昭和58年）4月に開校した静岡県立伊東城ケ崎高等学校を前身とする公立高校である。地元では「城高」（じょうこう）と呼ばれる。3階教室や2階教室から相模灘や伊豆七島が一望できる。
- 生徒数は118名である（2012年4月現在）。

## 沿革
- 1979年（昭和54年）
  - 12月19日 - 「第2次生徒急増期の高等学校整備計画」において昭和58年度静岡・田方・西遠地区に高等学校を新設することが発表される。
- 1981年（昭和56年）
  - 2月14日 - 設置場所が伊東市八幡野に決定される。
- 1982年（昭和57年）
  - 12月17日 - 昭和57年11月県議会定例会において、学校名が静岡県立伊東城ケ崎高等学校と議決される。昭和58年度入学者生徒募集定員が全日制普通科6学級270名と決定される[1]。
- 1983年（昭和58年）
  - 2月24日 - 校舎第1期建築工事が竣工する。
- 1983年（昭和58年）
  - 4月6日 - 静岡県立伊東城ケ崎高等学校開校、入学式を伊東市観光会館で挙行する[1]。
- 1984年（昭和59年）
  - 2月28日 - 校舎第2期建築工事及び体育館建築工事が竣工する。
  - 6月28日 - 校歌が制定される[1]。
- 1985年（昭和60年）
  - 2月9日 - 校舎第3期建築工事が竣工する。
  - 3月25日 - プール・プール附属棟建築工事が竣工する。
  - 9月27日 - 校舎落成記念式典を挙行する[1]。
- 1986年（昭和61年）
  - 3月1日 - 第1回卒業式を挙行する[1]。
- 1991年（平成3年）
  - 4月1日 - 生徒募集定員が5学級225人となる[2]。
- 1992年（平成4年）
  - 11月21日 - 学校創立10周年記念式典を挙行する[1]。
- 1993年（平成5年）
  - 4月1日 - 生徒募集定員が5学級215人となる。
- 1994年（平成6年）
  - 4月1日 - 生徒募集定員が5学級210人となる。
- 1995年（平成7年）
  - 4月1日 - 生徒募集定員が5学級205人となる。
- 1996年（平成8年）
  - 4月1日 - 生徒募集定員が4学級160人となり、2学期制、コース制（5類型）が導入される[1]。
  - 4月23日 - 平成8、9年度文部科学省「高等学校教育改革推進」研究協力校に指定される[2]。
- 1998年（平成10年）
  - 2月17日 - 平成8、9年度文部科学省「高等学校教育改革推進」研究協力校研究発表会を開催する[2]。
  - 4月1日 - 第17期（平成10年度～平成12年度）静岡福祉教育実践校に指定される[2]。
- 2000年（平成12年）
  - 4月1日 - 類型制（4コース）に変更される[1]。
- 2001年（平成13年）
  - 4月1日 - 生徒募集定員が3学級120人となる[2]。
- 2002年（平成14年）
  - 4月1日 - 静岡県立東部養護学校伊東分校高等部が併設される[1]。
  - 11月8日 - 学校創立20周年記念式典を挙行する[1]。
- 2004年（平成16年）
  - 4月1日 - 生徒募集定員が2学級80人となる[2]。
  - 8月21日 - 創立20周年記念の国際交流事業で10人の生徒を中国に派遣する[2]。
- 2006年（平成18年）
  - 4月1日 - 「静岡県立高等学校長期計画」により伊東高等学校の分校となり、生徒募集定員が1学級40人となる[1]。
- 2012年（平成24年）
  - 10月20日 - 同窓会の主催で学校創立30周年記念式典を挙行する。開校30周年記念公演として伊東シティウインドオーケストラ、伊東大田楽が特別公演を開催した。
- 2023年3月31日 - 閉校[1]。

## 校訓、教育目標
- 校訓は、不撓不屈としている[3]。
- 教育目標は、自律と共生の心を育成するとしている[3]。

## 校歌
- 作詞 岡野弘彦 作曲 木津文彦[4]
  - 歌詞の中に城ヶ崎や天城山など伊東市や伊豆半島などの象徴になるものを織り交ぜられている。

## 学科
- 全日制普通科
  - 総合キャリアコース(進学コース)
  - アートコース
    - 2011年（平成23年）度までの入学の生徒までは進学コースだったが、2012年（平成24年）度入学の生徒から総合キャリアコースに変更された。2012年（平成24年）度の募集定員は40名である。

## 部活動
城ヶ崎分校のウェブページによる。
運動部
- フットサル部
- 卓球部
- テニス部

文化部
- 美術部
- 情報処理部
- 吹奏楽部
  - その中で美術部は顕著な活躍を見せており、全国区としてその名を知られている。

## 交通アクセス
- 伊豆急行線城ヶ崎海岸駅下車、徒歩13分[6]。伊豆高原駅下車、徒歩25分[6]。
- 伊豆東海バス城ヶ崎分校下車、徒歩2分[6]。対島中学校下車、徒歩7分[6]。

## 著名な出身者
伊東城ケ崎高等学校出身
- 木部ショータ - 声優・ナレーター
- 萩原多賀彦 - 元プロ野球選手[7]
- 田久保眞紀 - 静岡県伊東市長